# Созревание (картина)
«Созревание» (норв. Pubertet, англ. Puberty; в русскоязычных публикациях известна также как «Половое созревание», «Половая зрелость», «Переходный возраст» и «Отроковица») — картина норвежского художника-экспрессиониста Эдварда Мунка, написанная им в 1894 году. Более ранняя версия полотна, созданная в 1886 году, пострадала от пожара и не сохранилась.
На картине изображена худенькая обнажённая девочка лет четырнадцати, сидящая, скрестив руки на коленях, на неприбранной постели. Комната залита светом, но фигура девочки отбрасывает на стену непропорционально большую и тёмную тень. Критики отмечали исходящее от этой тени ощущение угрозы, а также её «фаллическую» форму. Это внутреннее напряжение усиливается позой девочки, прикрывающей руками низ живота словно в попытке защититься от собственной пробуждающейся сексуальности, и пристально-настороженным взглядом её широко открытых глаз.
Ульрих Бишофф отмечает, что «в период работы Мунка над этой картиной в моду вошли полотна с юными натурщицами, оставлявшие привкус лёгкой непристойности, однако зловещая тень в сочетании с хрупкой нежностью девочки совершенно исключает подобное истолкование картины Мунка». Арне Эггум, обращая внимание на сходство позы девочки с «Созревания» с «Самой прекрасной любовью Дон-Жуана» (фр. La plus belle amour de Don Juan) Фелисьена Ропса, также указывает на разницу в подходах обоих художников и подчёркивает, что Мунк не ставил своей целью «скопировать» Ропса.
Отличающее эту картину сочетание мотивов сексуальности и угрозы, тревоги в целом характерно для творчества Мунка, воспринимавшего половое чувство как могучую, но тёмную и опасную для человека силу; Бишофф отмечает, что «Созревание» во многом предвосхитило его знаменитый «Фриз жизни», где темы сексуальности и страха стали центральными. Работу над первыми картинами «Фриза» Мунк начал ещё в начале 1890-x годов, но «Созревание» в него не вошло и впервые было выставлено на отдельной выставке в 1895 году. По сообщению биографа Мунка Атле Нэсса, на выставке эта картина спровоцировала небольшой скандал: тени, проложенные по ногам девочки, были красноватого оттенка, и некоторые приняли эти пятна за менструальную кровь. Смущённый Мунк, не предполагавший такой интерпретации, впоследствии переработал картину.
Как и многие другие картины Мунка, «Созревание» существует в нескольких вариантах, включая рисунки и гравюру.

## В культуре
- Картина, наряду с «Криком», упоминается в романе Филипа К. Дика «Мечтают ли андроиды об электроовцах?». Беглая женщина-андроид изображена стоящей перед «картиной с изображением совсем юной обнажённой девушки, сидящей на краю кровати» с «выражением изумления и благоговейного страха». Главный герой романа, охотник за беглыми андроидами, покупает для неё альбом с репродукцией этой работы.